# Ле Стрейндж, Джон, 2-й барон Стрейндж из Блэкмера
Джон ле Стрейндж (англ. John le Strange; приблизительно 1306 — 21 июля 1349) — английский аристократ, 2-й барон Стрейндж из Блэкмера с 1324 года. Сын Фулька ле Стрейнджа, 1-го барона Стрейнджа из Нокина, и Элеаноры Гиффард. Унаследовал семейные владения и баронский титул после смерти отца. В 1332 году выполнял обязанности мирового судьи в Шропшире, участвовал в войне на континенте: сражался при Креси, осаждал Кале.
Барон был женат на Анкарет Ботелер, дочери Уильяма Ботелера, 1-го барона Ботелера из Уэма. В этом браке родились двое сыновей, Фульк и Джон, 3-й и 4-й бароны Стрейндж из Блэкмера соответственно, а также дочь Элизабет, жена Джерарда Лайла, 1-го барона Лайла из Кингстон Лайл.